# Cabinet Streibl II
État libre de Bavière
Streibl I Stoiber I
Le cabinet Streibel II (en allemand : Kabinett Streibel II) est le gouvernement du Land allemand de la Bavière entre le 30 octobre 1990 et le 17 juin 1993, durant la douzième législature du Landtag.

## Coalition et majorité
Dirigé par le ministre-président conservateur sortant Max Streibl, ce gouvernement est constitué et soutenu par la seule Union chrétienne-sociale en Bavière (CSU), qui dispose de 127 députés sur 204, soit 62,3 % des sièges au Landtag.
Il est formé à la suite des élections régionales du 14 octobre 1990 et succède au cabinet Streibl I, également constitué de la seule CSU. Au cours du scrutin, les conservateurs, au pouvoir depuis 1962, perdent moins d'un point et conservent ainsi leur majorité absolue.
Affaibli par des scandales financiers, le ministre-président remet sa démission avant la fin de son mandat. La CSU décide alors de le remplacer par le ministre de l'Intérieur, Edmund Stoiber, qui forme ensuite son premier cabinet.

## Composition
- Les nouveaux ministres sont indiqués en gras, ceux ayant changé d'attributions en italique.

| Portefeuille                                                                                                  | Titulaire | Titulaire                   | Parti |
| --- | --------- | --------------------------- | ----- |
| Ministre-président                                                                                            |           | Max Streibl                 | CSU   |
| Vice-ministre-président Ministre de la Justice                                                                |           | Mathilde Berghofer-Weichner | CSU   |
| Ministre de l'Intérieur                                                                                       |           | Edmund Stoiber              | CSU   |
| Ministre des Finances                                                                                         |           | Georg von Waldenfels        | CSU   |
| Ministre de l'Économie et des Transports                                                                      |           | August Richard Lang         | CSU   |
| Ministre de l'Alimentation, de l'Agriculture et des Forêts                                                    |           | Hans Maurer                 | CSU   |
| Ministre du Développement régional et des Questions environnementales                                         |           | Peter Gauweiler             | CSU   |
| Ministre de l'Enseignement, de l'Éducation, de la Science et des Arts                                         |           | Hans Zehetmair              | CSU   |
| Ministre du Travail et de l'Ordre social Ministre du Travail, de la Famille et de l'Ordre social (01/02/1991) |           | Gebhard Glück               | CSU   |
| Ministre des Affaires fédérales et européennes                                                                |           | Thomas Goppel               | CSU   |